# マイク・オドウド
マイク・オドウド（英: Mike O'Dowd、1895年4月5日 - 1957年7月28日）は、アメリカ合衆国ミネソタ州出身の元プロボクサー。元世界ミドル級チャンピオン。

## 略歴
アイルランド系で、1913年にプロデビュー。セントポールの旋風の異名を取った猛ファイターで、テッド・キッド・ルイスやジャック・ブリットンら強豪と互角に渡り合って名を売った。1917年11月14日、アル・マッコイを6回KOして世界ミドル級王者となる。1919年7月17日、前王者マッコイを返り討ちにして初防衛戦に成功したが、1920年5月6日、ジョニー・ウィルソンに判定で敗れ、王座陥落となった。
2014年に国際ボクシング名誉の殿堂オールドタイマー部門に選出された。

## 通算戦績
61戦51勝（39KO）7敗3引分け(boxreから引用)